# デイ・ウォッチ
『デイ・ウォッチ』（ロシア語: Дневной дозор、英語: Day Watch）は、2006年のロシアのファンタジー映画。
監督はティムール・ベクマンベトフ、出演はコンスタンチン・ハベンスキーとマリア・ポロシナなど。
前作『ナイト・ウォッチ』でロシアの映画歴代1位の興行を獲得した映画の続編である。原作はロシア作家セルゲイ・ルキヤネンコによって書かれたファンタジー小説。ロシアでは『スパイダーマン2』や『ロード・オブ・ザ・リング/王の帰還』を超えた映画である。
この映画は3部作で構成されており、2作目の『デイ・ウォッチ』は1作目の『ナイト・ウォッチ』を上回る興行であった。『ダスク・ウォッチ』そして『ファイナル・ウォッチ』と続いていく。

## キャスト
| 役名           | 俳優                         | 日本語版   |
| -------------- | ---------------------------- | ---------- |
| アントン       | コンスタンチン・ハベンスキー | 平田広明   |
| スヴェトラーナ | マリア・ポロシナ             | 佐藤あかり |
| ゲッサー       | ウラジミール・メニショフ     | 福田信昭   |
| オリガ         | ガリーナ・チュニーナ         | 浅野まゆみ |
| サヴロン       | ヴィクトル・ヴェルズビツキー | 石塚運昇   |
| イゴール       | ディマ・マルティノフ         | 杉山紀彰   |